# Championnat des moins de 17 ans de la CONMEBOL 1985
Navigation
Pérou 1986
Le Championnat des moins de 17 ans de la CONMEBOL 1985 est la première édition du Championnat des moins de 17 ans de la CONMEBOL qui a eu lieu en Argentine du 1er au 22 avril 1985. Ce tournoi sert de qualification pour la toute première édition de la Coupe du monde des moins de 17 ans, qui aura lieu en Chine durant l'été 1985 : seuls les 2 premiers au classement final seront directement qualifiés pour la phase finale.

## Résultats
La confédération sud-américaine ne compte que 10 membres (le Paraguay ne prend pas part à la compétition cette année), il n'y a donc pas d'éliminatoires; toutes les sélections sont regroupées en une poule unique où elles s'affrontent une fois.
Le barème de points utilisé est le suivant : 2 points pour une victoire, 1 point pour un match nul et 0 point pour une défaite.
| Rang | Équipe    | Pts | J | G | N | P | Bp | Bc | Diff |  | Résultats (▼ dom., ► ext.) |  |     |     |     |     |     |     |     |     |
| ---- | --------- | --- | - | - | - | - | -- | -- | ---- |  | -------------------------- |  | --- | --- | --- | --- | --- | --- | --- | --- |
| 1    | Argentine | 16  | 8 | 8 | 0 | 0 | 32 | 5  | +27  |  | Argentine                  |  | 3-2 | 4-0 | 3-1 | 5-1 | 4-0 | 3-0 | 5-1 | 5-0 |
| 2    | Brésil    | 14  | 8 | 7 | 0 | 1 | 25 | 7  | +18  |  | Brésil                     |  |     | 2-0 | 2-1 | 3-2 | 1-0 | 4-1 | 4-0 | 7-0 |
| 3    | Équateur  | 8   | 8 | 4 | 0 | 4 | 13 | 13 | 0    |  | Équateur                   |  |     |     | 4-0 | 1-0 | 0-1 | 3-2 | 2-3 | 3-1 |
| 4    | Chili     | 7   | 8 | 3 | 1 | 4 | 11 | 11 | 0    |  | Chili                      |  |     |     |     | 1-0 | 4-0 | 0-2 | 4-0 | 0-0 |
| 5    | Uruguay   | 7   | 8 | 3 | 1 | 4 | 11 | 13 | -2   |  | Uruguay                    |  |     |     |     |     | 1-1 | 1-0 | 4-2 | 2-0 |
| 6    | Colombie  | 7   | 8 | 3 | 1 | 4 | 9  | 12 | -3   |  | Colombie                   |  |     |     |     |     |     | 2-0 | 1-2 | 4-0 |
| 7    | Pérou     | 6   | 8 | 3 | 0 | 5 | 10 | 14 | -4   |  | Pérou                      |  |     |     |     |     |     |     | 3-1 | 2-0 |
| 8    | Bolivie   | 5   | 8 | 2 | 1 | 5 | 10 | 24 | -14  |  | Bolivie                    |  |     |     |     |     |     |     |     | 1-1 |
| 9    | Venezuela | 2   | 8 | 0 | 2 | 6 | 2  | 24 | -22  |  | Venezuela                  |  |     |     |     |     |     |     |     |     |

### Équipes qualifiées pour la Coupe du monde
Les sélections qualifiées pour la prochaine Coupe du monde sont :
- Argentine
- Brésil
- Tahuichi Academy - Équipe invitée pour souligner le travail effectué auprès des équipes de jeunes à Santa Cruz, en Bolivie

## Sources et liens externes